# Јесен Ђуке Дражетића
„Јесен Ђуке Дражетића“ је југословенски телевизијски филм из 1983. године. Режирао га је Јан Макан, а сценарио су писали Јан Макан и Александар Тишма

## Улоге
| Глумац               | Улога         |
| -------------------- | ------------- |
| Столе Аранђеловић    | Ђука Дражетић |
| Мирјана Гардиновачки |               |
| Стеван Гардиновачки  |               |
| Тихомир Плескоњић    |               |
| Горица Поповић       |               |
| Добрила Шокица       |               |
| Милан Срдоч          |               |
| Драгиша Шокица       |               |